# McCordsville
McCordsville est une municipalité située dans le comté de Hancock, dans l’État de l'Indiana, aux États-Unis. Lors du recensement de 2020, elle comptait 8 592 habitants.